# Idaea ferrugata
Idaea ferrugata är en fjärilsart som beskrevs av Alpheus Spring Packard 1876. Idaea ferrugata ingår i släktet Idaea och familjen mätare. Inga underarter finns listade i Catalogue of Life.